# Rick Carey
Richard John "Rick" Carey, född 13 mars 1963 i Mount Kisco i New York, är en amerikansk före detta simmare.
Carey blev olympisk guldmedaljör på 100 meter ryggsim vid sommarspelen 1984 i Los Angeles.